# Tang Jiuhong
Tang Jiuhong (en chino: 唐九紅; Anhua, 14 de febrero de 1969) es una deportista china que compitió en bádminton, en la modalidad individual.
Participó en los Juegos Olímpicos de Barcelona 1992, obteniendo una medalla de bronce en la prueba individual. Ganó tres medallas en el Campeonato Mundial de Bádminton entre los años 1989 y 1993.

## Palmarés internacional
| Juegos Olímpicos   | Juegos Olímpicos         | Juegos Olímpicos  | Juegos Olímpicos |
| Año                | Lugar                    | Medalla           | Prueba           |
| ------------------ | ------------------------ | ----------------- | ---------------- |
| 1992               | Barcelona (España)       | Medalla de bronce | Individual       |
| Campeonato Mundial |                          |                   |                  |
| Año                | Lugar                    | Medalla           | Prueba           |
| 1989               | Yakarta (Indonesia)      | Medalla de bronce | Individual       |
| 1991               | Copenhague (Dinamarca)   | Medalla de oro    | Individual       |
| 1993               | Birmingham (Reino Unido) | Medalla de bronce | Individual       |